# Hyophorbe vaughanii
Hyophorbe vaughanii е вид растение от семейство Палмови (Arecaceae). Видът е критично застрашен от изчезване.

## Разпространение
Разпространен е в Мавриций.